# Salix argyracea
Salix argyracea — вид квіткових рослин із родини вербових (Salicaceae).

## Морфологічна характеристика
Це кущ до 5 метрів заввишки; кора сіра. Гілочки від жовтуватого до коричневого кольору, голі, в молодому віці запушені. Листкова пластина обернено-яйцеподібна, подовжено-обернено-яйцювата, рідше видовжено-ланцетна чи широко-ланцетна, 4–10 × 1.5–2 см, абаксіально (низ) щільно запушена й блискуча, адаксіально зелена й гола, край залозисто-пилчастий, верхівка коротко загострена, в молодості сіро-запушена; листкова ніжка коричнева, 5–10 мм, запушена; прилистки ланцетні чи яйцювато-ланцетні. Чоловіча сережка ≈ 2 см, майже сидяча. Чоловіча квітка: пиляки яйцеподібні, верхівка тупа. Жіноча сережка 2–4 см, у плодах подовжена. Жіноча квітка: зав'язь яйцювато-конічна, густо-сіро запушена.

## Середовище проживання
Казахстан, Киргизстан, Сіньцзян. Населяє узлісся, ліси Picea в горах.